# غاري ستيفان
غاري ستيفان هو لاعب هوكي الجليد كندي، ولد في 23 يونيو 1959 في برانتفورد في كندا.

## وصلات خارجية
- غاري ستيفان على موقع HockeyDB.com (الإنجليزية)